# Boulevard des Trinitaires
Le boulevard des Trinitaires est une voie de Montréal.

## Situation et accès
D'orientation nord/sud le bouleavard longe le côté est du parc Angrignon dans le quartier de Ville-Émard de l'arrondissement du Sud-Ouest.
S'y trouve la station de métro Angrignon.
La voie se poursuit au nord, dans l'arrondissement de LaSalle, sous le nom de « boulevard Angrignon ».

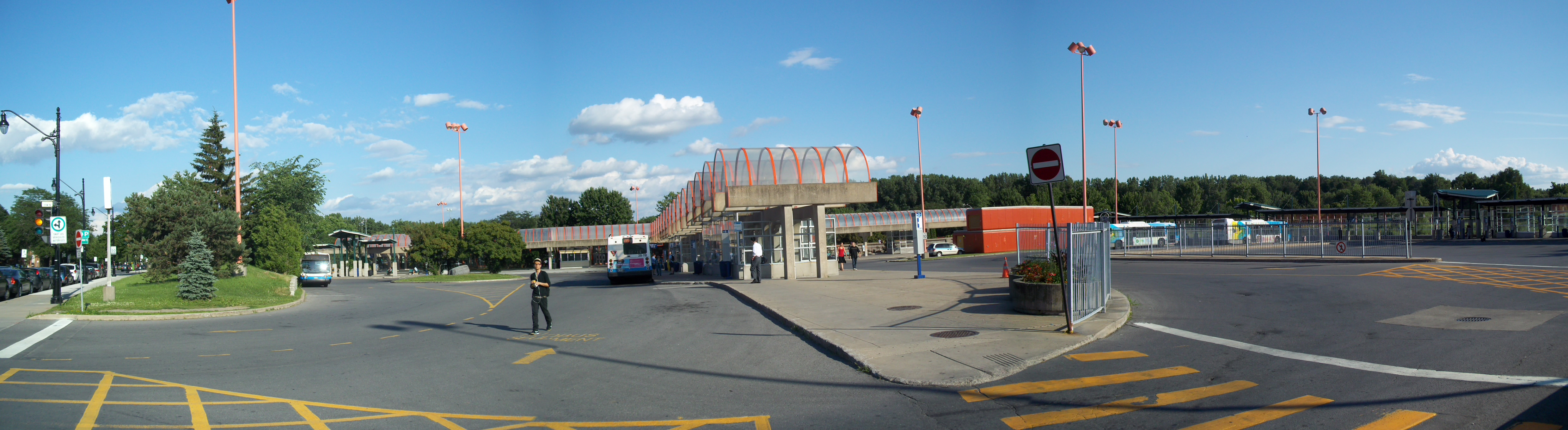
À gauche, le boulevard des Trinitaires. Au centre, la station de métro Angrignon. Au fond à droite, le parc Angrignon.

## Origine du nom
Son nom tire son origine du fait qu'il est situé dans la paroisse Saint-Jean-de-Matha, dirigée par les Pères Trinitaires depuis sa fondation en mai 1924.

## Bâtiments remarquables et lieux de mémoire

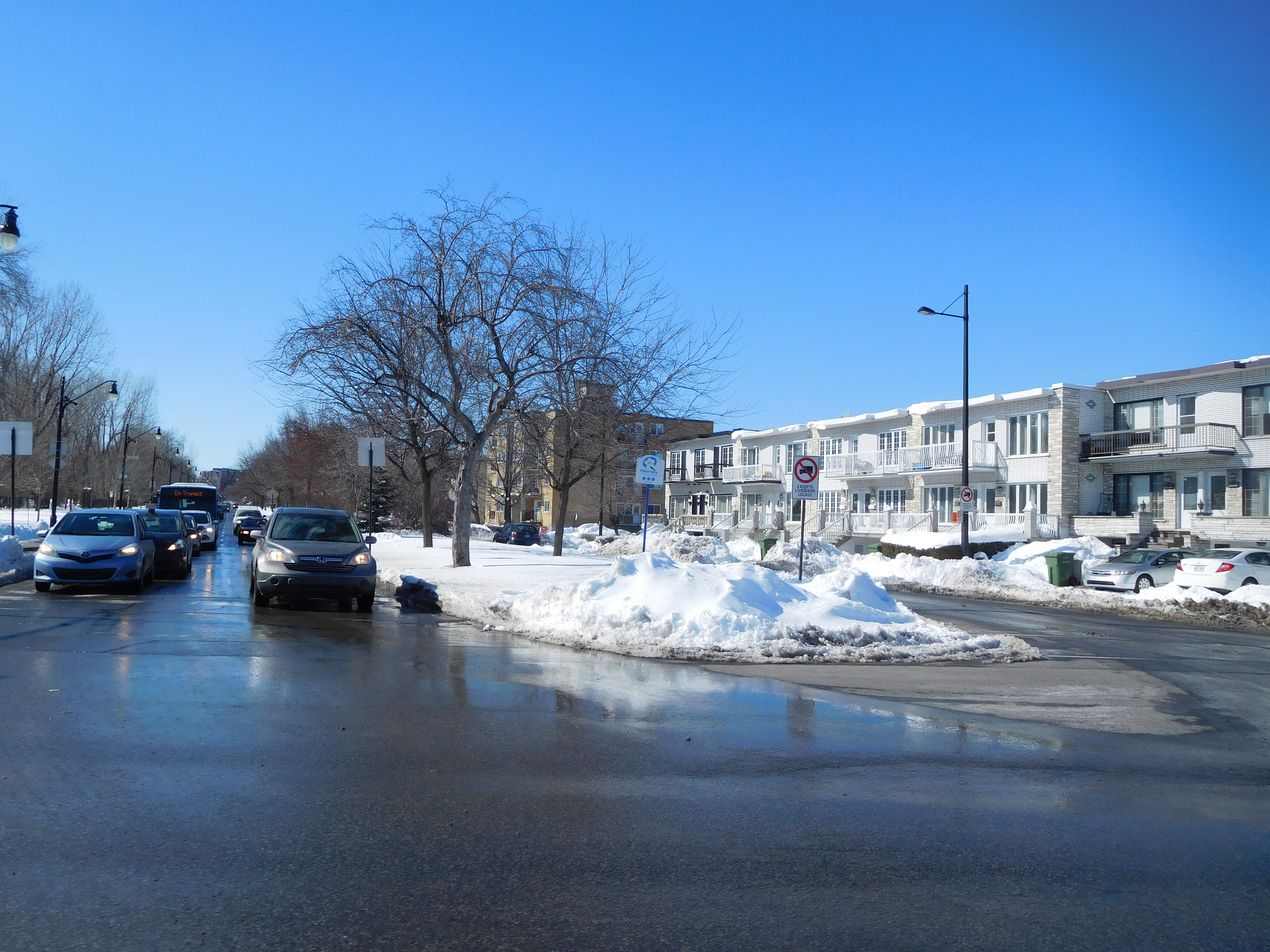
Du boul. De La Vérendrye
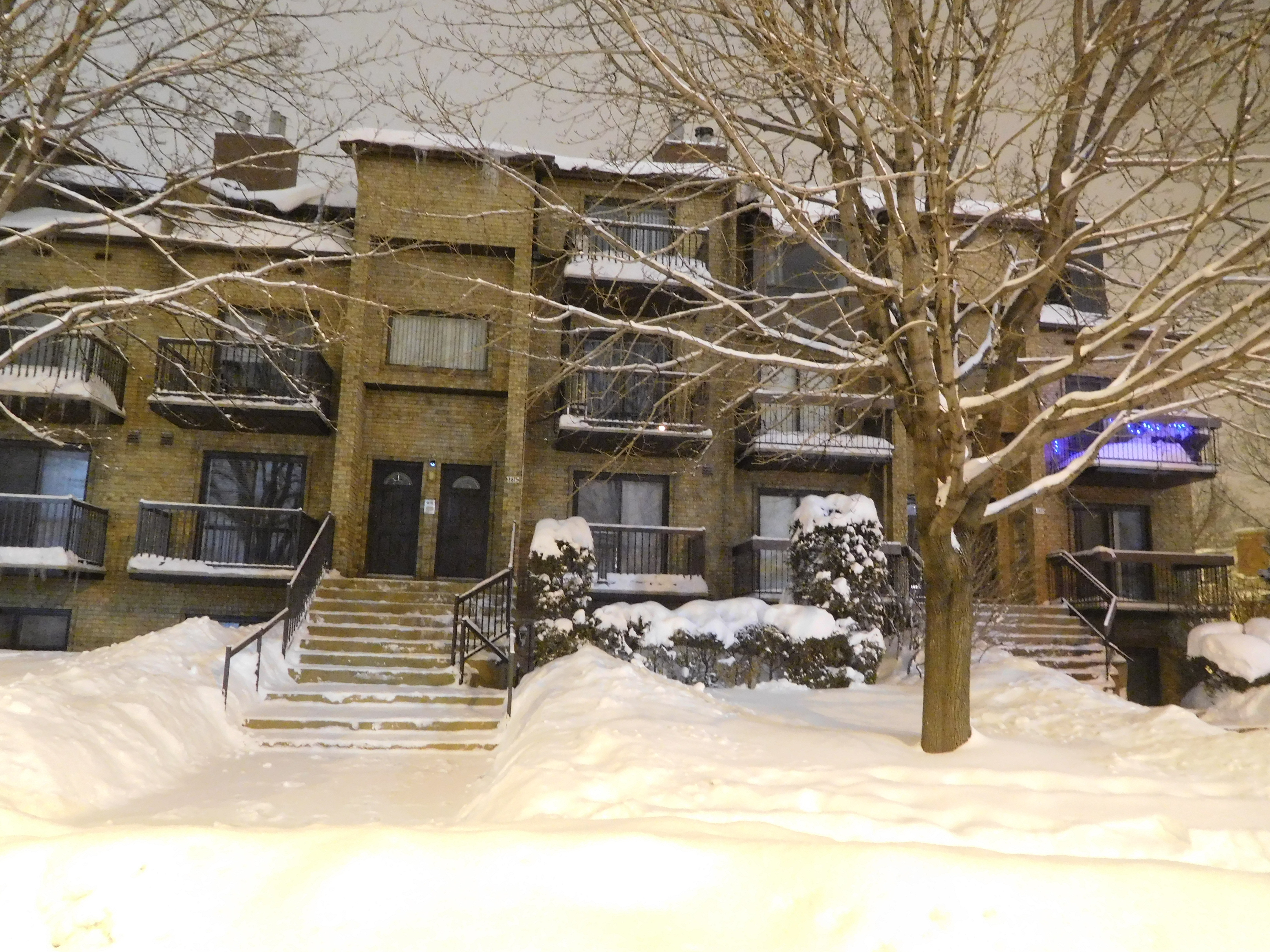
3615 boul. des Trinitaires